# 19e bataillon d'infanterie de marine
Pour les articles homonymes, voir 19e bataillon.
Le 19e bataillon d'infanterie de marine est une unité militaire des troupes de marine de l'Armée de terre française, créée en 1950 sous le nom de bataillon comorien mixte et dissoute au début des années 1960.

## Historique
Avant 1950, les Comoriens servaient au sein des tirailleurs malgaches. Le bataillon comorien mixte est formé en 1950. Il compte trois compagnies comoriennes et une compagnie de Malgaches : la compagnie de commandement et une compagnie de combat comoriennes sont à Manjakandriana, la seconde compagnie de combat comorienne est à Majunga (Mahajanga) et la compagnie de combat malgache est à Ramena-Orangea.
Le 1er décembre 1958, le bataillon est renommé 19e bataillon d'infanterie de marine.
Certaines sources indiquent que le bataillon est dissous en octobre 1960, d'autres le 15 octobre 1962.